# Yael Braudo-Bahat
Yael Braudo-Bahat (hebräisch יעל ברוידא-בהט) ist eine israelische Akademikerin und Friedensaktivistin. Sie ist Vize-Direktorin der israelischen Friedensorganisation Women Wage Peace.

## Ausbildung und Beruf
Nach einem Bachelor-Abschluss in Rechtswissenschaften und Rechnungswesen erwarb Braudo-Bahat ihren Master in Rechtswissenschaften mit einer Arbeit über das Recht rund um das Stillen. Sie erwarb einen Doktortitel in Rechtswissenschaften an der Universität Tel Aviv, spezialisiert auf Familienrecht, Feminismus und Rechtsgeschichte. Ihre Dissertation befasste sich mit Israelische Frauenorganisationen in Israel in den ersten Jahrzehnten und ihre Aktivitäten zur Sicherung von Eigentumsrechten für Frauen.
Braudo-Bahet war externe Dozentin an der Universität Tel Aviv und stellvertretende Herausgeberin der Zeitschrift Theoretical Inquiries in Law. Von 2017 bis 2018 war Braudo-Bahat Gastprofessorin für Israel-Studien an der York University in Kanada.

## Politische Arbeit
Braudo-Bahat gründete gemeinsam mit Vivian Silver und anderen Friedensaktivistinnen Women Wage Peace im Jahr 2014.
Bis Februar 2023 war Braudo-Bahat Ko-Direktorin der Organisation. Als Mitglied von Women Wage Peace hat Braudo-Bahat die Politik der israelischen Regierung kritisiert, weil diese die Einreise von palästinensischen Aktivisten nach Israel beschränkt und den Israel-Hamas-Krieg fortsetzt.
Braudo-Bahat wurde von ABC News, France 24, und NPRs Here & Now über die Reaktion der Friedensbewegung auf den Krieg zwischen Israel und der Hamas 2023 interviewt.

## Auszeichnungen
Im November 2023 wurde Braudo-Bahat von der BBC in die 100-Frauen-Liste aufgenommen.

## Publikationen
- Yael Braudo-Bahat: Towards a Relational Conceptualization of the Right to Personal Autonomy. In: American University Journal of Gender, Social Policy & the Law. 25. Jahrgang, Nr. 2, 20. April 2016, S. 111–154 (englisch, ssrn.com).